# Sympiesis lesnei
Sympiesis lesnei är en stekelart som beskrevs av Jean Risbec 1955. Sympiesis lesnei ingår i släktet Sympiesis och familjen finglanssteklar.
Artens utbredningsområde är Moçambique. Inga underarter finns listade i Catalogue of Life.